# 亞納卡區
14°13′05″S 73°08′28″W / 14.21806°S 73.14111°W
亞納卡區（西班牙語：Distrito de Yanaca），是秘魯的一個區，位於該國南部阿普里馬克大區的艾馬賴斯省，始建於1961年12月28日，面積103.9平方公里，海拔高度3,340米，2005年人口1,486，人口密度每平方公里14人。